# Welland—St. Catharines—Thorold
Pour les articles homonymes, voir Welland (homonymie), St. Catharines et Thorold.
Circonscription électorale fédérale du Canada
Welland—St. Catharines—Thorold est une circonscription électorale fédérale de l'Ontario, représentée de 1988 à 1997. 
La circonscription de Welland—St. Catharines—Thorold est créée en 1987 d'une partie de la circonscription de Welland. Abolie en 1996, elle est redistribuée parmi Niagara-Centre, Niagara Falls et St. Catharines.

## Géographie
En 1996, la circonscription de Welland—St. Catharines—Thoroldb comprenait:
- La municipalité régionale de Niagara
  - Une partie de la ville de Saint Catharines
  - Une partie de la ville de Welland
  - La ville de Thorold

## Députés
| Législature                                                        | Années    | Député | Député         | Parti   |
| ------------------------------------------------------------------ | --------- | ------ | -------------- | ------- |
| Welland—St. Catharines—Thorold issue de Welland                    |           |        |                |         |
| 34e                                                                | 1988–1993 |        | Gilbert Parent | Libéral |
| 35e                                                                | 1993–1997 |        | Gilbert Parent | Libéral |
| Redistribuée parmi Niagara-Centre, Niagara Falls et St. Catharines |           |        |                |         |